# Устимовка (Семёновский район)
Устимовка (укр. Устимівка) — село,
Устимовский сельский совет,
Семёновский район,
Полтавская область,
Украина.
Код КОАТУУ — 5324588001. Население по переписи 2001 года составляло 690 человек.
Является административным центром Устимовского сельского совета, в который, кроме того, входят сёла
Вербки,
Герасимовка,
Егоровка,
Красное,
Малиновка,
Шепелевка и
Саранчовка.

## Географическое положение
Село Устимовка находится в 2-х км от сёл Егоровка, Малиновка, Герасимовка и Шепелевка.
Рядом проходят автомобильная дорога Т-1716 и
железная дорога, станция Платформа 235 км.

## История
Имеется на карте 1812 года
Вознесенская церковь (документы)

## Известные жители и уроженцы
- Кузьменко, Мария Фёдоровна (1895—1972) — Герой Социалистического Труда.

## Экономика
- Птице-товарная ферма.
- ЧП «Им. Шевченко».

## Объекты социальной сферы
- Школа.
- Дом культуры.